# Nørager (Rebild Kommune)
 For alternative betydninger, se Nørager. (Se også artikler, som begynder med Nørager)
Nørager er en by i det sydvestlige Himmerland med 1.145 indbyggere  (2024), beliggende 14 km nordvest for Hobro, 14 km sydøst for Aars, 10 km øst for Aalestrup og 26 km sydvest for Støvring. Byen hører til Rebild Kommune og ligger i Region Nordjylland. I 1970-2006 var byen kommunesæde i Nørager Kommune.
Nørager hører til Durup Sogn. Durup Kirke ligger i landsbyen Durup 1½ km nordvest for Nørager.
Forfatteren og Orla-vinderen Charlotte Berwald er bosiddende i byen.

## Faciliteter
- Sortebakkeskolen har 420 elever, fordelt på 0.-9. klassetrin, og 3 SFO'er, en til førskoleelever, en til 0.-3. klasse og en til 4.-6. klasse. Skolen har 60 ansatte.[3]
- Ved skolen ligger Sortebakkehallerne, der blev indviet i 1978.[4]
- Kultur- og Medborgerhuset Kig Ind blev oprettet i 2003 i en tidligere møbelforretning. Festsalen på 200 m² findes i en tilbygning og kan rumme 150 personer til koncert eller 120 til spisning. To cafeer kan hver rumme 30 personer. I 2011 blev der opført et bibliotek i tilknytning til huset. I 2016 blev sidste del af 1. salen renoveret og udvidet med lokaler til møder eller kreative aktiviteter.[5]
- Nørager Ældrecenter har 16 1-værelses boliger.[6]
- Byen har købmand, bageri, kro, pizzeria, lægehus, sundhedshus og børnehaven Regnbuen.

## Historie
I byen ligger herregården Nøragergård, som har været kendt siden middelalderen. Gården nedbrændte i 2005 og blev genopført i 2011. Herefter er Nørager Kro fra 1891 byens ældste bygning, da der ikke er kirke i selve byen.

### Stationsbyen
Nørager havde station på strækningen Hobro-Aalestrup (1893-1966), som var en del af Himmerlandsbanerne. Stationen blev anlagt på bar mark lidt nordvest for Nøragergård. Foruden et omløbsspor fandtes der et læssespor i hver ende af stationen.
I 1901 blev byen beskrevet således: "Durup med Kirke og Skole; Nørager med Forsamlingshus (opf. 1894). Nørager Jærnbanestation med Kro, Andelsmejeri, Købmandshdl., Telegraf- og Telefonst.". Det lave målebordsblad fra 1900-tallet viser også lægebolig og elværk.
Nørager Station var stadig betjent ved lukningen i 1966. Efter lukningen fungerede den som posthus og rutebilstation. Varehuset blev revet ned i 1982, og resten af stationen på Jernbanegade 9 blev revet ned i 2016 for at give plads til en ny kommunal administrationsbygning.
Fra Jernbanegade mod øst til Grynderupvejen er 1 km af banens tracé bevaret.

## Erhvervsliv
Nørager Mejeri blev i 1984 overtaget af Nordex Food, der producerer og sælger mejeriprodukter til store dele af verden med fokus på hvide oste. Dengang blev der i Nørager produceret både ost og smør, men siden starten af 1990'erne har det udelukkende været hvid ost. Et 1 MW solcelleanlæg giver strøm svarende til 20% af mejeriets årsforbrug.
Højttalerfabrikken DALI (Danish Audiophile Loudspeaker Industries) blev startet i 1983 og har solgt sine produkter til godt 1 million kunder i over 65 lande.

## Galleri
- Sortebakkeskolen
- Sortebakkehallerne
- Nørager Mejeri
- Dalis fabrik på Dali Allé